# Isaura Nyusi
Isaura Gonçalo Ferrão Nyusi (2 de outubro de 1962) é uma funcionária e educadora moçambicana que serviu como Primeira Dama de Moçambique de 15 de janeiro de 2015 a 15 de janeiro de 2025, como esposa do ex-Presidente Filipe Nyusi.
Nyusi tornou-se Presidente da Organização da Mulher Moçambicana (OMM), o braço político feminino da FRELIMO, a 11 de fevereiro de 2016, sendo substituída por Gueta Chapo, a actual primeira dama, em 13 de Abril de 2025.